# 棕臀凤鹛

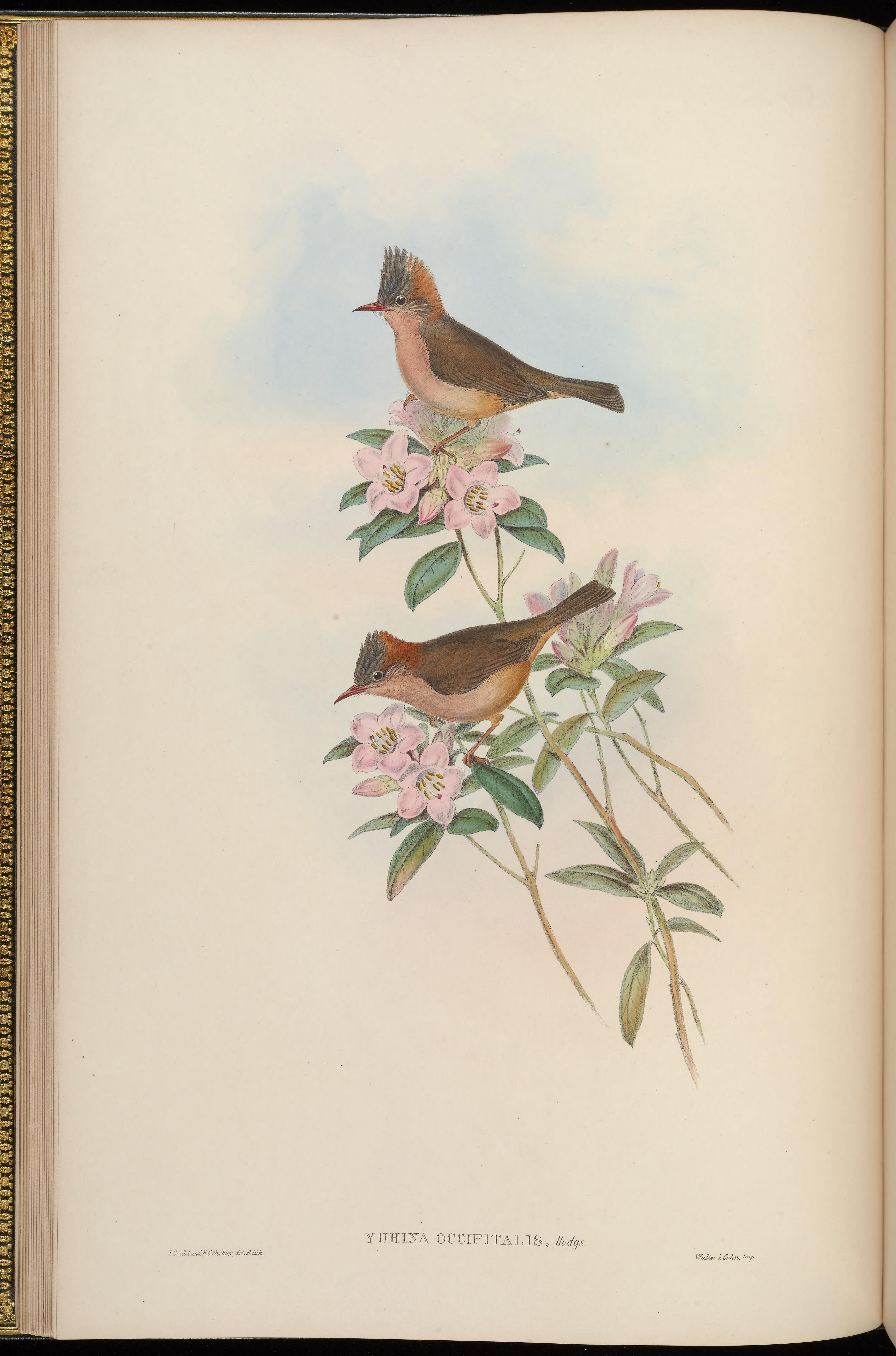
棕臀凤鹛的圖畫

棕臀凤鹛（学名：Yuhina occipitalis）为鶲科凤鹛属的鸟类。分布于尼泊尔、锡金、不丹、印度、孟加拉、缅甸以及中国大陆的西藏、云南等地，多栖息于常活动于较高的乔木树上和灌木间。该物种的模式产地在尼泊尔。

## 亚种
- 棕臀凤鹛云南亚种（学名：Yuhina occipitalis obscurior）。在中国大陆，分布于云南等地。该物种的模式产地在云南丽江山脉。[2]
- 棕臀凤鹛指名亚种（学名：Yuhina occipitalis occipitalis）。分布于尼泊尔、锡金、不丹、印度以及中国大陆的西藏等地。该物种的模式产地在尼泊尔。[3]